# Shangani (Fluss)
Der Shangani ist ein Fluss in Simbabwe.

## Verlauf
Der Fluss entspringt etwa 20 km südlich von Shangani, auf halber Strecke zwischen Gweru und Bulawayo. Er fließt durch die Provinz Midlands und die Provinz Matabeleland North, wo er schließlich in den Gwayi mündet.

## Ökologie
Der Fluss Shangani ist mit dem Fluss Gwayi insofern zu vergleichen, als beide Täler schon 1934 zu weiten Teilen zu Tierschutzgebieten erklärt wurden, also damals agrarwirtschaftlich ohne jede Bedeutung waren. Steigender Siedlungsdruck, der vor allem durch den Aufbau von Großfarmen entstand, führte zu einer teilweisen landwirtschaftlichen Nutzung der Gebiete.

## Gwayi-Shangani Staudamm Projekt
Derzeit befindet sich der Gwayi-Shangani-Damm im Bau, am Zusammenfluss des Gwayi mit dem Shangani. Der Damm wird nach seiner Fertigstellung eine Höhe von 72 m haben, und der resultierende See ein Fassungsvolumen von 635 Millionen m³. Er wir das dritt größte Gewässer Simbabwes nach dem Tugwi-Mukosi-Damm und dem Lake Mutirikwi sein. Das Projekt soll im Dezember 2020 fertiggestellt sein. Die Grundidee für ein solches Vorhaben wurde bereits 1912 erdacht. Neben der Energieversorgung soll das Projekt die Trinkwasserversorgung der Großstadt Bulawayo gewährleisten.

## Einzugsgebiet
In einigen Quellen wird das Einzugsgebiet als Gwayi-Shangani-Einzugsgebiet bezeichnet. Entsprechend ist nicht in allen Quellen der Gwayi der Hauptfluss, sondern mitunter auch der Shangani.